# Tamara (Copparo)
Tàmara è una frazione del comune italiano di Copparo, nella provincia di Ferrara, in Emilia-Romagna.

## Geografia fisica
Tamara dista circa sei chilometri dal comune di Copparo. Zona prevalentemente pianeggiante, confina a sud con il Po di Volano.

## Storia
Le prime testimonianze scritte di Tamara risalgono al X secolo. Nel 920 il piccolo paese era attestato come pieve ravennate e comprendeva i territori di Fossalta, Corlo e Saletta. La zona era composta da sei chiese: San Michele Arcangelo, San Clemente di Corlo, San Giacomo di Rotondola (località non più esistente), Sant'Andrea di Fossalta, Santa Maria di Viconovo e San Nicolò di Albarea.
Nel XIII secolo Tamara venne annessa al territorio ferrarese.
All'inizio del XVIII secolo il paese subì notevoli danni, a causa di un forte sisma. La chiesa di San Giovanni Battista fu riedificata e ultimata solo nel XIX secolo.

## Monumenti e luoghi d'interesse
- Chiesa di San Giovanni Battista[3]

## Infrastrutture e trasporti
Per raggiungere Tamara si può percorrere la strada provinciale 2, direzione Copparo. 
È collegata tramite il servizio Tper. 